# Zac Stubblety-Cook
Izaac Keith Stubblety-Cook (conocido como Zac Stubblety-Cook; Brisbane, 4 de enero de 1999) es un deportista australiano que compite en natación, especialista en el estilo braza.
Participó en dos Juegos Olímpicos de Verano, obteniendo tres medallas, dos en Tokio 2020, oro en la prueba de 200 m braza y bronce en 4 × 100 m estilos mixto, y dos en París 2024, plata en 200 m braza y bronce en 4 × 100 m estilos mixto.
Ganó cinco medallas en el Campeonato Mundial de Natación, en los años 2022 y 2023, y una medalla de plata en el Campeonato Pan-Pacífico de Natación de 2018.
En enero de 2022 fue condecorado con la Medalla de la Orden de Australia (OAM). En mayo de 2022 estableció una nueva plusmarca mundial de los 200 m braza (2:05,95).
Estudió el doble grado en Psicología y Negocios en la Universidad Griffith.

## Palmarés internacional
| Juegos Olímpicos        | Juegos Olímpicos   | Juegos Olímpicos  | Juegos Olímpicos        |
| Año                     | Lugar              | Medalla           | Prueba                  |
| ----------------------- | ------------------ | ----------------- | ----------------------- |
| 2020                    | Tokio (Japón)      | Medalla de oro    | 200 m braza             |
| 2020                    | Tokio (Japón)      | Medalla de bronce | 4 × 100 m estilos mixto |
| 2024                    | París (Francia)    | Medalla de plata  | 200 m braza             |
| 2024                    | París (Francia)    | Medalla de bronce | 4 × 100 m estilos mixto |
| Campeonato Mundial      |                    |                   |                         |
| Año                     | Lugar              | Medalla           | Prueba                  |
| 2022                    | Budapest (Hungría) | Medalla de oro    | 200 m braza             |
| 2022                    | Budapest (Hungría) | Medalla de plata  | 4 × 100 m estilos mixto |
| 2023                    | Fukuoka (Japón)    | Medalla de plata  | 200 m braza             |
| 2023                    | Fukuoka (Japón)    | Medalla de plata  | 4 × 100 m estilos mixto |
| 2023                    | Fukuoka (Japón)    | Medalla de bronce | 4 × 100 m estilos       |
| Campeonato Pan-Pacífico |                    |                   |                         |
| Año                     | Lugar              | Medalla           | Prueba                  |
| 2018                    | Tokio (Japón)      | Medalla de plata  | 200 m braza             |